# Chendian, Guangdong
Chendian (kinesiska: 陈店) är en köping i sydöstra Kina. Den ligger i stadsdistriktet Chaonan i staden Shantou i provinsen Guangdong, omkring 310 kilometer öster om provinshuvudstaden Guangzhou. Antalet invånare är 138 368. Befolkningen består av 66 669 kvinnor och 71 699 män. Barn under 15 år utgör 24,0 %, vuxna 15-64 år 71 %, och äldre över 65 år 4,0 %.